# Leptodactylus melanonotus
Leptodactylus melanonotus är en groddjursart som först beskrevs av Hallowell 1861.  Leptodactylus melanonotus ingår i släktet Leptodactylus och familjen tandpaddor. IUCN kategoriserar arten globalt som livskraftig. Inga underarter finns listade i Catalogue of Life.